# Nnamdi Chinecherem
Nnamdi Prosper Chinecherem (né le 12 juillet 2002) est un athlète nigérian spécialiste du lancer du javelot.

## Biographie
Il remporte les Championnats d'Afrique U18 de 2019 grâce à un lancer à 74,71 m (javelot de 700 g), avant de décrocher la médaille de bronze aux Jeux africains de Rabat.
En 2021 il termine troisième lors des championnats du monde juniors.
Originaire d'Awka, Nnamdi Chinecherem intègre en 2022 l'Université Baylor. Il réalise 81,07 m lors du Michael Johnson Invitational de Waco, échouant à un centimètre du record du Nigeria du lancer du javelot.
Au mois de mai il réalise 81,22 m à Fayetteville, ce qui bat le record précédent détenu par Pius Bazighe depuis 1999.
En 2024 il remporte l'or aux Jeux africains, avec un nouveau record du Nigeria et l'argent aux Championnats d'Afrique.

### Palmarès
| Année | Compétition                | Lieu    | Résultat | Performance |
| ----- | -------------------------- | ------- | -------- | ----------- |
| 2019  | Championnats d'Afrique U18 | Abidjan | 1er      | 74,71 m     |
| 2019  | Jeux africains             | Rabat   | 3e       | 73,24 m     |
| 2021  | Championnats du monde U20  | Nairobi | 3e       | 74,48 m     |
| 2024  | Jeux africains             | Accra   | 1er      | 82,80 m     |
| 2024  | Championnats d'Afrique     | Douala  | 2e       | 79,22 m     |

### Records
| Épreuve           | Performance  | Lieu  | Date         |
| ----------------- | ------------ | ----- | ------------ |
| Lancer du javelot | 82,80 m (NR) | Accra | 22 mars 2024 |